# Didymoconidae
I didimoconidi (Didymoconidae) sono una famiglia di mammiferi estinti, di incerta classificazione. Vissero tra il Paleocene e l'Oligocene inferiore (60 – 35 milioni di anni fa), e i loro resti fossili sono stati ritrovati esclusivamente in Asia.

## Descrizione
Di questi animali si conoscono quasi esclusivamente fossili di mascelle e denti; questi ultimi erano piuttosto caratteristici nella disposizione, e permettono di riconoscere gli appartenenti a questo gruppo grazie alla sola dentatura. I didimoconidi più antichi (come Archaeoryctes del Paleocene della Mongolia) possedevano un cranio largo posteriormente, mentre le forme successive (Didymoconus) erano dotate di un cranio largo e corto, dagli zigomi prominenti e una notevole cresta sagittale; la mandibola era anch'essa larga e profonda, e i canini erano grandi. I pochi resti fossili dello scheletro indicano che le zampe erano relativamente robuste. Le dimensioni di questi animali non dovevano superare i 70 centimetri di lunghezza.

## Classificazione
Le affinità dei didimoconidi sono incerte; la dentatura ricorda quella dei cimolesti e dei leptictidi, gruppi primitivi di mammiferi evolutisi nel Terziario inferiore; altri studiosi hanno riscontrato somiglianze con gli insettivori sulla base di caratteristiche del cranio, ma la presenza di una bulla entotimpanica ossificata li esclude dagli insettivori lipotifli. Tra i generi più noti, oltre a quelli già citati, da ricordare Ardynictis e Hunanictis. È possibile che questi animali fossero imparentati con un'altra enigmatica famiglia di mammiferi, gli Wyolestidae. A volte queste due famiglie sono raggruppate in un ordine dalle affinità incerte, quello dei Didymoconida.

## Stile di vita
Le poche parti note dello scheletro di Didymoconus suggeriscono che questo animale possa aver avuto abitudini scavatrici, dal momento che le ossa del metacarpo erano particolarmente robuste e corte; l'omero dell'affine Ardynictis, inoltre, era anch'esso corto e forte, ma non possedeva la cresta deltopettorale tipica degli animali scavatori.